# Хронологија хемије
Ова хронологија хемије наводи важна дела, открића, идеје, изуме и експерименте који су значајно променили људско разумевање модерне науке познате као хемија, дефинисане као научна студија састава материје и њених интеракција.
Позната као „централна наука”, на проучавање хемије снажно утичу, а и она сама снажно утиче на многе друге научне и технолошке области. Многи историјски догађаји који се сматрају значајним за модерно разумевање хемије такође се сматрају кључним открићима у областима као што су физика, биологија, астрономија, геологија и наука о материјалима.

## Пре 17. века
Пре прихватања научног метода и његове примене на пољу хемије, донекле је контроверзно сматрати многе од доле наведених личности „хемичарима” у модерном смислу те речи. Међутим, идеје одређених великих мислилаца, било због своје далековидости или због широког и дуготрајног прихватања, заслужују да буду наведене овде.

### око 450. п. н. е.
Емпедокле тврди да су све ствари састављене од четири основна корена (касније названа stoicheia или елементи): земље, ваздуха, ватре и воде, при чему две активне и супротстављене космичке силе, љубав и сукоб, делују на ове елементе, комбинујући их и раздвајајући у бесконачно различите облике.

### око 440. п. н. е.
Леукип и Демокрит предлажу идеју атома, недељиве честице од које је сачињена сва материја. Ову идеју природни филозофи у великој мери одбацују у корист Аристотеловог гледишта (видети испод).

### око 360. п. н. е.
Платон кује термин „елементи” (stoicheia) и у свом дијалогу Тимај, који укључује расправу о саставу неорганских и органских тела и представља рудиментарни трактат о хемији, претпоставља да сићушна честица сваког елемента има посебан геометријски облик: тетраедар (ватра), октаедар (ваздух), икосаедар (вода) и коцка (земља).

### око 350. п. н. е.
Аристотел, надовезујући се на Емпедокла, предлаже идеју супстанце као комбинације материје и форме. Описује теорију Пет елемената: ватра, вода, земља, ваздух и етар. Ова теорија је у великој мери прихваћена широм западног света више од 1000 година.

### око 50. п. н. е.
Лукреције објављује De Rerum Natura, поетски опис идеја атомизма.

### око 300.
Зосим из Панополиса пише неке од најстаријих познатих књига о алхемији, коју дефинише као проучавање састава вода, кретања, раста, утеловљења и разутеловљења, извлачења духова из тела и везивања духова унутар тела.

### око 800.
Sirr al-khaliqa (Sirr al-khalīqa), анонимно енциклопедијско дело о природној филозофији лажно приписано Аполонију из Тијане, бележи најранију познату верзију дуго одржаване теорије да су сви метали састављени од различитих пропорција сумпора и живе. Ово исто дело такође садржи најранију познату верзију Смарагдне плоче, компактног и криптичног херметичког текста који је касније коментарисао Исак Њутн.

### око 850–900
Арапски радови приписани Џабиру ибн Хајану (Geber) уводе систематску класификацију хемијских супстанци и дају упутства за добијање неорганског једињења (нишадира или амонијум-хлорида) из органских супстанци (као што су биљке, крв и коса) хемијским путем.

### око 900
Абу Бакр ел Рази (Rhazes), персијски алхемичар, спроводи експерименте са дестилацијом нишадира (амонијум-хлорида), витриола (хидратисаних сулфата разних метала) и других соли, што представља први корак у дугом процесу који ће на крају довести до открића минералних киселина у тринаестом веку.

### око 1000
Абу Рејхан ел Бируни и Авицена, обојица персијски филозофи, негирају могућност трансмутације метала.

### око 1100–1200
Рецепти за производњу aqua ardens („запаљиве воде”, тј. етанола) дестилацијом вина са обичном соли почињу да се појављују у бројним латинским алхемијским делима.

### око 1220
Роберт Гросетест објављује неколико аристотеловских коментара у којима поставља рани оквир за научни метод.

### око 1250
Дела Тадеа Алдеротија (1223–1296) описују метод за концентровање етанола који укључује поновљену фракциону дестилацију кроз водом хлађену алембик, чиме се могла постићи чистоћа етанола од 90%.

### око 1260
Свети Алберт Велики открива арсен и сребро-нитрат. Такође је дао један од првих помена сумпорне киселине.

### око 1267
Роџер Бејкон објављује Opus Maius, који, између осталог, предлаже рани облик научног метода и садржи резултате његових експеримената са барутом.

### око 1310
Псеудо-Гебер, анонимни алхемичар који је писао под именом Гебер (тј. Џабир ибн Хајан, види горе), објављује Summa perfectionis magisterii. Ово дело садржи експерименталне доказе о корпускуларној природи материје које ће и даље користити хемичари из седамнаестог века попут Данијела Сенерта. Псеудо-Гебер је један од првих алхемичара који је описао минералне киселине попут aqua fortis или „јаке воде” (азотна киселина, способна да раствори сребро) и aqua regia или „царске воде” (мешавина азотне и хлороводоничне киселине, способна да раствори злато и платину).

### око 1530
Парацелзус развија проучавање јатрохемије, субдисциплине алхемије посвећене продужењу живота, чиме поставља темеље модерне фармацеутске индустрије. Такође се тврди да је он први употребио реч „хемија”.

### 1597
Андреас Либавијус објављује Alchemia, прототип уџбеника хемије.

## 17. и 18. век

### 1605
Сер Франсис Бејкон објављује The Proficience and Advancement of Learning, који садржи опис онога што ће касније бити познато као научни метод.
Михал Сенђивој објављује алхемијски трактат A New Light of Alchemy који је предложио постојање „хране живота” у ваздуху, много касније препознате као кисеоник.

### 1615
Жан Беген објављује Tyrocinium Chymicum, рани уџбеник хемије, и у њему црта прву хемијску једначину икада.

### 1637
Рене Декарт објављује Discours de la méthode, која садржи нацрт научног метода.

### 1648
Постхумно објављивање књиге Ortus medicinae Јана Баптиста ван Хелмонта, која се наводи као главно прелазно дело између алхемије и хемије, и као важан утицај на Роберта Бојла. Књига садржи резултате бројних експеримената и успоставља рану верзију закона о одржању масе.

### 1661
Роберт Бојл објављује The Sceptical Chymist, трактат о разлици између хемије и алхемије. Садржи неке од најранијих модерних идеја о атомима, молекулима и хемијским реакцијама, и означава почетак историје модерне хемије.

### 1662
Роберт Бојл предлаже Бојлов закон, експериментално заснован опис понашања гасова, конкретно односа између притиска и запремине.

### 1735
Шведски хемичар Георг Брант анализира тамноплави пигмент пронађен у руди бакра. Брант је показао да пигмент садржи нови елемент, касније назван кобалт.

### 1754
Џозеф Блек изолује угљен-диоксид, који је назвао „фиксни ваздух”.

### 1757
Луј Клод Каде де Гасикур, док је истраживао једињења арсена, ствара Кадеову димљиву течност, касније откривену као какодил-оксид, која се сматра првим синтетичким органометалним једињењем.

### 1758
Џозеф Блек формулише концепт латентне топлоте да би објаснио термохемију фазних прелаза.

### 1766
Хенри Кевендиш открива водоник као безбојни гас без мириса који гори и може да формира експлозивну смешу са ваздухом.

### 1773–1774
Карл Вилхелм Шеле и Џозеф Пристли независно изолују кисеоник, који је Пристли назвао „дефлогистовани ваздух”, а Шеле „ватрени ваздух”.

### 1778
Антоан Лавоазје, који се сматра „оцем модерне хемије”, препознаје и именује кисеоник, и увиђа његов значај и улогу у сагоревању.

### 1787
Антоан Лавоазје објављује Méthode de nomenclature chimique, први модерни систем хемијске номенклатуре.
Жак Шарл предлаже Шарлов закон, последицу Бојловог закона, који описује однос између температуре и запремине гаса.

### 1789
Антоан Лавоазје објављује Traité Élémentaire de Chimie, први модерни уџбеник хемије. То је комплетан преглед (тада) модерне хемије, укључујући прву концизну дефиницију закона о одржању масе, и стога представља оснивање дисциплине стехиометрије или квантитативне хемијске анализе.

### 1797
Жозеф Пруст предлаже закон сталних односа маса, који каже да се елементи увек комбинују у малим, целим бројчаним односима да би формирали једињења.

### 1800
Алесандро Волта изумева прву хемијску батерију, чиме оснива дисциплину електрохемије.

## 19. век

### 1803
Џон Далтон предлаже Далтонов закон, који описује однос између компонената у смеши гасова и релативног притиска који свака компонента доприноси укупном притиску смеше.

### 1805
Жозеф Луј Ге-Лисак открива да је вода састављена од два дела водоника и једног дела кисеоника по запремини.

### 1808
Жозеф Луј Ге-Лисак прикупља и открива неколико хемијских и физичких својстава ваздуха и других гасова, укључујући експерименталне доказе Бојловог и Шарловог закона, као и односе између густине и састава гасова.
Џон Далтон објављује New System of Chemical Philosophy, који садржи први модерни научни опис атомске теорије и јасан опис закона умножених односа.
Јенс Јакоб Берцелијус објављује Lärbok i Kemien у којем предлаже модерне хемијске симболе и нотацију, као и концепт релативне атомске тежине.

### 1811
Амедео Авогадро предлаже Авогадров закон, да једнаке запремине гасова под константном температуром и притиском садрже једнак број молекула.

### 1825
Фридрих Велер и Јустус фон Либиг врше прво потврђено откриће и објашњење изомера, које је раније именовао Берцелијус. Радећи са цијанском и фулминском киселином, тачно закључују да је изомерија узрокована различитим распоредом атома унутар молекуларне структуре.

### 1827
Вилијам Праут класификује биомолекуле у њихове модерне групе: угљене хидрате, протеине и липиде.

### 1828
Фридрих Велер синтетише уреу, чиме утврђује да се органска једињења могу производити из неорганских полазних материјала, побијајући теорију витализма.

### 1832
Фридрих Велер и Јустус фон Либиг откривају и објашњавају функционалне групе и радикале у вези са органском хемијом.

### 1840
Жермен Хес предлаже Хесов закон, рану изјаву закона о одржању енергије, која утврђује да енергетске промене у хемијском процесу зависе само од стања почетних и крајњих материјала, а не од специфичног пута којим се иде између та два стања.

### 1847
Херман Колбе добија сирћетну киселину из потпуно неорганских извора, додатно побијајући витализам.

### 1848
Лорд Келвин успоставља концепт апсолутне нуле, температуре на којој престаје свако молекуларно кретање.

### 1849
Луј Пастер открива да је рацемски облик винарскe киселине мешавина леворотаторног и декстроротаторног облика, чиме разјашњава природу оптичке ротације и унапређује поље стереохемије.

### 1852
Аугуст Бер предлаже Беров закон, који објашњава везу између састава смеше и количине светлости коју ће она апсорбовати. Заснован делимично на ранијим радовима Пјера Бугеа и Јохана Хајнриха Ламберта, он успоставља аналитичку технику познату као спектрофотометрија.

### 1855
Бенџамин Силиман Млађи уводи методе крековања нафте, што омогућава целокупну модерну петрохемијску индустрију.

### 1856
Вилијам Хенри Перкин синтетише Перкинов мауве, прву синтетичку боју. Настала је као случајни нуспроизвод покушаја да се направи хинин од катрана угља. Ово откриће је темељ индустрије синтезе боја, једне од најранијих успешних хемијских индустрија.

### 1857
Фридрих Аугуст Кекуле предлаже да је угљеник четворовалентан, односно да формира тачно четири хемијске везе.

### 1859–1860
Густав Кирхоф и Роберт Бунзен постављају темеље спектроскопије као средства хемијске анализе, што их доводи до открића цезијума и рубидијума. Други истраживачи су убрзо користили исту технику за откривање индијума, талијума и хелијума.

### 1860
Станислао Каницаро, оживљавајући Авогадрове идеје о двоатомским молекулима, саставља табелу атомских маса и представља је на Карлсруе конгресу 1860. године, чиме окончава деценије сукобљених атомских маса и молекулских формула, и доводи до Мендељејевог открића периодичног закона.

### 1862
Александар Паркс излаже паркесин, један од најранијих синтетичких полимера, на Међународној изложби у Лондону. Ово откриће је чинило темељ модерне индустрије пластике.
Александар-Емил Бегије де Шанкуртоа објављује телурску спиралу, рану, тродимензионалну верзију периодног система елемената.

### 1864
Џон Њулендс предлаже закон октава, претечу периодичног закона.</ref>
Лотар Мајер развија рану верзију периодичног система, са 28 елемената организованих по валенци.
Като Максимилијан Гулдберг и Петер Ваге, надограђујући се на идеје Клода Луја Бертолеа, предлажу закон о дејству маса.

### 1865
Јохан Јозеф Лошмит одређује тачан број молекула у молу, касније назван Авогадрова константа.
Фридрих Аугуст Кекуле, делимично засновано на раду Лошмита и других, успоставља структуру бензена као шесточлани угљеников прстен са наизменичним једноструким и двоструким везама.</ref>
Адолф фон Бајер започиње рад на индиго боји, прекретници у модерној индустријској органској хемији која револуционише индустрију боја.

### 1869
Дмитриј Мендељејев објављује први модерни периодични систем, са 66 познатих елемената организованих по атомским масама. Снага његове табеле била је у способности да тачно предвиди својства још неоткривених елемената.</ref>

### 1873
Јакобус Хенрикус ван'т Хоф и Жозеф Ашил Ле Бел, радећи независно, развијају модел хемијског везивања који објашњава експерименте хиралности Пастера и пружа физички узрок оптичке активности у хиралним једињењима.

### 1876
Џосаја Вилард Гибс објављује О равнотежи хетерогених супстанци, компилацију свог рада о термодинамици и физичкој хемији која поставља концепт слободне енергије да би објаснила физичку основу хемијских равнотежа.

### 1877
Лудвиг Болцман успоставља статистичке изводе многих важних физичких и хемијских концепата, укључујући ентропију и дистрибуције молекуларних брзина у гасној фази.

### 1883
Сванте Аренијус развија теорију јона да би објаснио проводљивост у електролитима.

### 1884
Јакобус Хенрикус ван'т Хоф објављује Études de Dynamique chimique, темељну студију о хемијској кинетици.
Херман Емил Фишер предлаже структуру пурина, кључне структуре у многим биомолекулима, коју је касније синтетисао 1898. године. Такође започиње рад на хемији глукозе и сродних шећера.
Анри Луј ле Шатеље развија Ле Шатељеов принцип, који објашњава одговор динамичких хемијских равнотежа на спољашње стресове.

### 1885
Еуген Голдштајн именује катодни зрак, за који је касније откривено да се састоји од електрона, и канални зрак, за који је касније откривено да се састоји од позитивних јона водоника којима су уклоњени електрони у катодној цеви. Они ће касније бити названи протони.

### 1893
Алфред Вернер открива октаедарску структуру комплекса кобалта, чиме успоставља поље координационе хемије.

### 1894–1898
Вилијам Ремзи открива племените гасове, који попуњавају велику и неочекивану празнину у периодичном систему и воде ка моделима хемијског везивања.

### 1897
Џ. Џ. Томсон открива електрон користећи катодну цев.

### 1898
Вилхелм Вин показује да се канални зраци (снопови позитивних јона) могу одбити магнетним пољима, и да је количина одбијања пропорционална односу масе и наелектрисања. Ово откриће ће довести до аналитичке технике познате као масена спектрометрија.
Марија Кири и Пјер Кири изолују радијум и полонијум из уранинита.

### око 1900
Ернест Радерфорд открива извор радиоактивности као распадајуће атоме; кује термине за различите врсте зрачења.

## 20. век

### 1903
Михаил Семјонович Цвет изумева хроматографију, важну аналитичку технику.

### 1904
Хантаро Нагаока предлаже рани нуклеарни модел атома, где електрони круже око густог масивног језгра.

### 1905
Фриц Хабер и Карл Бош развијају Хабер-Бошов поступак за производњу амонијака из његових елемената, прекретницу у индустријској хемији са дубоким последицама у пољопривреди.
Алберт Ајнштајн објашњава Брауново кретање на начин који дефинитивно доказује атомску теорију.

### 1907
Лео Бакеланд изумева бакелит, један од првих комерцијално успешних пластика.

### 1909
Роберт Миликен мери наелектрисање појединачних електрона са невиђеном тачношћу кроз експеримент са уљаном капи, потврђујући да сви електрони имају исто наелектрисање и масу.
С. П. Л. Соренсен уводи концепт pH и развија методе за мерење киселости.

### 1911
Антонијус ван ден Брук предлаже идеју да су елементи у периодичном систему правилније организовани по позитивном нуклеарном наелектрисању него по атомској маси.
Прва Солвејска конференција одржава се у Бриселу, окупљајући већину најистакнутијих научника тог времена. Конференције из физике и хемије настављају да се одржавају периодично до данас.
Ернест Радерфорд, Ханс Гајгер и Ернест Марсден изводе експеримент са златном фолијом, који доказује нуклеарни модел атома, са малим, густим, позитивним језгром окруженим дифузним електронским облаком.

### 1912
Вилијам Хенри Браг и Вилијам Лоренс Браг предлажу Брагов закон и успостављају поље кристалографије са икс-зрацима, важног алата за разјашњавање кристалне структуре супстанци.
Петер Дебај развија концепт молекуларног дипола да би описао асиметричну дистрибуцију наелектрисања у неким молекулима.

### 1913
Нилс Бор уводи концепте квантне механике у атомску структуру предлажући оно што је данас познато као Боров модел атома, где електрони постоје само у строго дефинисаним орбиталама.
Хенри Мозли, радећи на основу раније идеје Ван ден Брука, уводи концепт атомског броја да би исправио недостатке Мендељејевљевог периодичног система, који је био заснован на атомској маси.
Фредерик Соди предлаже концепт изотопа, да елементи са истим хемијским својствима могу имати различите атомске масе.
Џ. Џ. Томсон, надовезујући се на рад Вина, показује да се наелектрисане субатомске честице могу одвојити по њиховом односу масе и наелектрисања, техником познатом као масена спектрометрија.

### 1916
Гилберт Њутн Луис објављује „Атом и молекул”, темељ теорије валентне везе.

### 1921
Ото Штерн и Валтер Герлах успостављају концепт квантно-механичког спина у субатомским честицама.

### 1923
Гилберт Њ. Луис и Мерл Рандал објављују Thermodynamics and the Free Energy of Chemical Substances, први модерни трактат о хемијској термодинамици.
Гилберт Њ. Луис развија теорију електронских парова киселинско-базних реакција.</ref>

### 1924
Луј де Брољ уводи таласни модел атомске структуре, заснован на идејама таласно-честичног дуализма.

### 1925
Волфганг Паули развија принцип искључења, који каже да два електрона око једног језгра не могу имати исто квантно стање, како је описано са четири квантна броја.
1926Ервин Шредингер предлаже Шредингерову једначину, која пружа математичку основу за таласни модел атомске структуре.

### 1927
Вернер Хајзенберг развија принцип неодређености који, између осталог, објашњава механику кретања електрона око језгра.
Фриц Лондон и Валтер Хајтлер примењују квантну механику да објасне ковалентно везивање у молекулу водоника, што је означило рођење квантне хемије.

### 1929
Лајнус Полинг објављује Полингова правила, која су кључни принципи за употребу кристалографије са икс-зрацима за извођење молекуларне структуре.

### 1931
Ерих Хикел предлаже Хикелово правило, које објашњава када ће планарни прстенасти молекул имати ароматична својства.
Харолд Јури открива деутеријум фракционом дестилацијом течног водоника.

### 1932
Џејмс Чедвик открива неутрон.

### 1932–1934
Лајнус Полинг и Роберт Маликен квантификују електронегативност, осмишљавајући скале које сада носе њихова имена.

### 1935
Волас Каротерс предводи тим хемичара у компанији DuPont који изумевају најлон, један од најкомерцијалније најуспешнијих синтетичких полимера у историји.

### 1937
Карло Перије и Емилио Сегре изводе прву потврђену синтезу технецијума-97, првог вештачки произведеног елемента, попуњавајући празнину у периодичном систему. Иако оспорено, елемент је можда синтетисан већ 1925. године од стране Валтера Нодака и других.
Ежен Удри развија метод индустријског каталитичког крековања нафте, што доводи до развоја прве модерне рафинерије нафте.
Пјотр Капица, Џон Ален и Дон Мизенер производе суперохлађени хелијум-4, први суперфлуид нулте вискозности, супстанцу која показује квантно-механичка својства на макроскопској скали.

### 1939
Ото Хан и Лиза Мајтнер откривају процес нуклеарне фисије у уранијуму.
Лајнус Полинг објављује The Nature of the Chemical Bond, компилацију деценијског рада на хемијском везивању. То је један од најважнијих модерних хемијских текстова. Објашњава теорију хибридизације, ковалентно и јонско везивање објашњено кроз електронегативност, и резонанцију као средство за објашњавање, између осталог, структуре бензена.</ref>

### 1940
Едвин Макмилан и Филип Абелсон идентификују нептунијум, најлакши и први синтетизовани трансуранијумски елемент, пронађен у производима фисије уранијума. Макмилан ће основати лабораторију на Универзитету Калифорније у Берклију која ће бити укључена у откриће многих нових елемената и изотопа.

### 1941
Глен Т. Сиборг преузима Макмиланов рад на стварању нових атомских језгара. Уводи методу хватања неутрона и касније кроз друге нуклеарне реакције. Постаће главни или ко-откривач девет нових хемијских елемената и десетина нових изотопа постојећих елемената.</ref>

### 1944
Роберт Бернс Вудвард и Вилијам фон Егерс Деринг успешно су синтетизовали хинин. Ово достигнуће, окарактерисано потпуно вештачким хемикалијама као извором за процес синтезе, отворило је еру названу „Вудвардова ера” или „хемијска ера” када су изумљени многи лекови и хемикалије, као и методе органске синтезе. Због раста хемијске индустрије, многе области су се развиле, као што је фармацеутска индустрија.

### 1945–1946
Феликс Блох и Едвард Милс Персел развијају процес нуклеарне магнетне резонанције, аналитичку технику важну за разјашњавање структура молекула, посебно у органској хемији.
Џејкоб А. Марински, Лоренс Е. Гленденин и Чарлс Д. Коријел изводе прву потврђену синтезу прометијума, попуњавајући последњу „празнину” у периодичном систему.

### 1951
Лајнус Полинг користи кристалографију са икс-зрацима да изведе секундарну структуру протеина.</ref>

### 1952
Алан Волш уводи поље атомске апсорпционе спектроскопије, важну квантитативну спектроскопску методу која омогућава мерење специфичних концентрација материјала у смеши.
Роберт Бернс Вудвард, Џефри Вилкинсон и Ернст Ото Фишер откривају структуру фероцена, једно од оснивачких открића у пољу органометалне хемије.

### 1953
Џејмс Вотсон и Франсис Крик предлажу структуру ДНК, отварајући врата пољу молекуларне биологије.

### 1957
Јенс Скоу открива Na⁺/K⁺-ATPазу, први ензим за транспорт јона.

### 1958
Макс Перуц и Џон Кендрју користе кристалографију са икс-зрацима да разјасне структуру протеина, конкретно миоглобина уљешуре.

### 1962
Нил Бартлет синтетише ксенон хексафлуороплатинат, показујући по први пут да племенити гасови могу формирати хемијска једињења.
Џорџ Ола посматра карбокатјоне путем реакција са суперкиселинама.

### 1964
Рихард Р. Ернст изводи експерименте који ће довести до развоја технике Фуријеове трансформације НМР. Ово ће значајно повећати осетљивост технике и отворити врата за магнетну резонанцију или МРИ.

### 1965
Роберт Бернс Вудвард и Роалд Хофман предлажу Вудвард-Хофманова правила, која користе симетрију молекулских орбитала да објасне стереохемију хемијских реакција.</ref>

### 1966
Хитоши Нозаки и Рјоџи Нојори открили су први пример асиметричне катализе (хидрогенација) користећи структурно добро дефинисан хирални комплекс прелазног метала.

### 1970
Џон Попл развија програм Gaussian који значајно олакшава прорачуне у рачунарској хемији.

### 1971
Ив Шовен је понудио објашњење реакционог механизма реакција метатезе олефина.

### 1975
Карл Бери Шарплес и група откривају стереоселективне оксидационе реакције, укључујући Шарплесову епоксидацију, Шарплесову асиметричну дихидроксилацију, и Шарплесову оксиаминацију.

### 1985
Харолд Крото, Роберт Керл и Ричард Смоли откривају фулерене, класу великих молекула угљеника који површно подсећају на геодетску куполу коју је дизајнирао архитекта Бакминстер Фулер.

### 1991
Сумио Иџима користи електронску микроскопију да открије тип цилиндричног фулерена познат као угљенична наноцев, иако су ранији радови на том пољу обављени још 1951. године. Овај материјал је важна компонента у области нанотехнологије.

### 1994
Прва тотална синтеза таксола од стране Роберта А. Холтона и његове групе.

### 1995
Ерик Корнел и Карл Виман производе први Бозе-Ајнштајнов кондензат, супстанцу која показује квантно-механичка својства на макроскопској скали.